# エルンスト・フォン・マンスフェルト

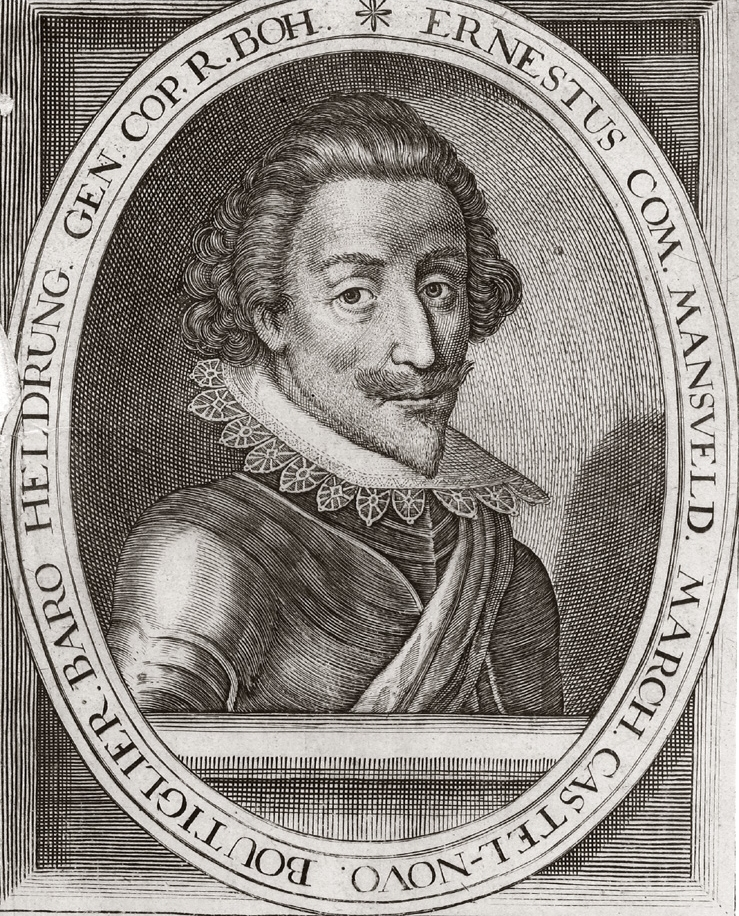
エルンスト・フォン・マンスフェルト

エルンスト・フォン・マンスフェルト（Ernst von Mansfeld, 1580年 - 1626年11月29日）は、ドイツの軍人、傭兵隊長。三十年戦争初期に傭兵を率いて転戦する一方で略奪を繰り返し、「甲冑をまとった乞食」の異名を取った。
ネーデルラントの貴族でスペイン領ネーデルラント総督も務めたペーター･エルンスト1世・フォン・マンスフェルトの息子としてルクセンブルクで生まれた。庶子であり領土相続が望めないため軍人としての道を歩み、ハプスブルク家に仕えハンガリーで戦った後はサヴォイア公カルロ・エマヌエーレ1世に雇われ、1618年にボヘミアでプロテスタントの反乱が起こり三十年戦争が始まると、カルロ・エマヌエーレ1世によりプロテスタントの援軍としてボヘミアへ派遣された。
しかし、1619年にチェスケー・ブジェヨヴィツェへ進軍中にサブラートの戦いでカトリック軍に敗北してプラハへ撤退、プファルツ選帝侯フリードリヒ5世がボヘミア王位を受諾すると、ボヘミア王位の約束を破られ憤慨したカルロ・エマヌエーレ1世に傭兵契約を打ち切られ、代わりにフリードリヒ5世と契約したが、1620年に契約金が払えないフリードリヒ5世を見限り契約を解除、フリードリヒ5世が白山の戦いで敗れ神聖ローマ皇帝フェルディナント2世にボヘミア王位を追われ亡命した後もボヘミアに留まった。
同年にボヘミアから西へ転進してアルザスへ向かったが、行く先々で略奪を敢行して農村や教会を燃やしたり食料や金を奪ったりした。1622年、フリードリヒ5世と再契約してクリスティアン・フォン・ブラウンシュヴァイク＝ヴォルフェンビュッテル、バーデン＝ドゥルラハ辺境伯ゲオルク・フリードリヒとプロテスタント連合軍を結成したが、5月6日のヴィンプフェンの戦いでゲオルク・フリードリヒがティリー伯率いるカトリック連盟軍に破られ、6月22日のヘーヒストの戦いでマンスフェルトとブラウンシュヴァイクも撃破されアルザスへ撤退、プファルツはティリーに制圧された。この後オランダへ移りフリースラントに駐屯して略奪していたが、1624年にイングランドを訪問してロンドンで契約金を受け取り、再度カトリック軍と戦うことになった。
1626年、クリスティアン及びデンマーク王クリスチャン4世と合流した後、マクデブルクに駐屯しているヴァレンシュタインを拘束しつつトランシルヴァニア公ベトレン・ガーボルとの合流を目指したが、事前に察知していたヴァレンシュタインに迎撃され大敗（デッサウの戦い）、シレジアへ逃亡したが、ベトレンが皇帝側と和睦したためシレジアにもいられなくなり、ヴェネツィアの援助を得るべくダルマチアを目指して南下、途中のボスニアで死去した。病死とも暗殺とも言われている。
軍人として卓抜した能力は持っていなかったが、軍隊編成に才能を発揮して幾度も戦闘を繰り返し、ドイツで無差別に略奪を働きながら雇い主を探し、カトリック教徒でありながらプロテスタント陣営に属して戦った。マンスフェルトは略奪で軍隊を維持していたが、ヴァレンシュタインは軍隊維持の方法を略奪から徴税に切り替え、略奪を厳禁する一方で免除金を徴収、後の常備軍の先駆けとなった。